# 부르캉브레스 아롱디스망
부르캉브레스 아롱디스망(프랑스어: Arrondissement de Bourg-en-Bresse)은 론알프 레지옹의 앵 데파르트망에 있는 프랑스의 아롱디스망이다. 14개의 캉통과 217개의 코뮌이 있다.

## 행정 구역

### 캉통
부르캉브레스 아롱디스망에 속해 있는 캉통은 다음과 같다. 2015년에 개편되었다.
1. 아티냐
2. 부르캉브레스 1
3. 부르캉브레스 2
4. 세제리아
5. 샤티용쉬르샬라론
6. 라니외 (일부)
7. 메지미외
8. 미리벨
9. 퐁댕 (일부)
10. 르플롱주
11. 생테티엔뒤부아
12. 트레부
13. 빌라르르동브
14. 보나

### 코뮌
부르캉브레스 아롱디스망에 속해 있는 코뮌과 INSEE 코드는 다음과 같다.
1. 라베르즈망클레망시아 (01001)
2. 앙베리외앙동브 (01005)
3. 아르비니 (01016)
4. 아르쉬르포르망 (01021)
5. 에니에르쉬르손 (01023)
6. 아티냐 (01024)
7. 바제라빌 (01025)
8. 바제르샤텔 (01026)
9. 발랑 (01027)
10. 바냉 (01028)
11. 부퐁 (01029)
12. 보르가르 (01030)
13. 벨리뇌 (01032)
14. 베니 (01038)
15. 베레지아 (01040)
16. 베 (01042)
17. 베노 (01043)
18. 비리외 (01045)
19. 비지아 (01046)
20. 보아메리아리냐 (01245)
21. 라부아스 (01049)
22. 부아세 (01050)
23. 불리뉴 (01052)
24. 부르캉브레스 (01053)
25. 부르생크리스토프 (01054)
26. 보즈 (01057)
27. 브레솔 (01062)
28. 뷔엘라 (01065)
29. 세르틴 (01069)
30. 세제리아 (01072)
31. 샬라몽 (01074)
32. 샬렝 (01075)
33. 샤넹 (01083)
34. 샤노샤트네 (01084)
35. 라샤펠뒤샤틀라르 (01085)
36. 샤르노즈쉬랭 (01088)
37. 샤트네 (01090)
38. 샤티용라팔뤼 (01092)
39. 샤티용쉬르샬라론 (01093)
40. 샤반쉬르레수즈 (01094)
41. 샤베리아 (01096)
42. 슈브루 (01102)
43. 시브리외 (01105)
44. 시즈 (01106)
45. 콜리니 (01108)
46. 콩데시아 (01113)
47. 콩프랑송 (01115)
48. 코르모랑슈쉬르손 (01123)
49. 코르모 (01124)
50. 코르베시아 (01125)
51. 쿠르망구 (01127)
52. 쿠르트 (01128)
53. 크랑 (01129)
54. 크랑쉬르레수즈 (01130)
55. 크로테 (01134)
56. 크뤼지유레메피야 (01136)
57. 퀴르시아동갈롱 (01139)
58. 퀴르타퐁 (01140)
59. 다뇌 (01142)
60. 도마르탱 (01144)
61. 동피에르쉬르샬라론 (01146)
62. 동피에르쉬르베일 (01145)
63. 동쉬르 (01147)
64. 드롱 (01150)
65. 드뤼야 (01151)
66. 에트레즈 (01154)
67. 파라망 (01156)
68. 파렝 (01157)
69. 페이양 (01159)
70. 푸아시아 (01163)
71. 프랑슐렝 (01165)
72. 프랑 (01166)
73. 가르네랑 (01167)
74. 주뉘유 (01169)
75. 고레오 (01175)
76. 그랑코랑 (01177)
77. 그리에주 (01179)
78. 귀에렝 (01183)
79. 오트쿠르로마네슈 (01184)
80. 일리아 (01188)
81. 자상리오티에 (01194)
82. 자스롱 (01195)
83. 자야 (01196)
84. 주르낭 (01197)
85. 즈와이유 (01198)
86. 레즈 (01203)
87. 라페루즈 (01207)
88. 랑 (01211)
89. 르셰루 (01212)
90. 뤼르시 (01225)
91. 말라프레타즈 (01229)
92. 망트네몽랭 (01230)
93. 망지아 (01231)
94. 마르보즈 (01232)
95. 마를류 (01235)
96. 마르소나 (01236)
97. 마슈 (01238)
98. 메이요나 (01241)
99. 메시미쉬르손 (01243)
100. 멕시미외 (01244)
101. 메제리아 (01246)
102. 미오네 (01248)
103. 미리벨 (01249)
104. 미제리외 (01250)
105. 모녜넹 (01252)
106. 몽타냐 (01254)
107. 몽소 (01258)
108. 몽세 (01259)
109. 르몽텔리에 (01260)
110. 몽튜 (01261)
111. 몽뤼엘 (01262)
112. 몽멜쉬르손 (01263)
113. 몽트라콜 (01264)
114. 몽트르벨랑브레스 (01266)
115. 뇌빌르담 (01272)
116. 뇌빌쉬랭 (01273)
117. 네롱 (01275)
118. 니에로즈 (01276)
119. 니비뉴에쉬랑 (01095)
120. 오장 (01284)
121. 파르슈 (01285)
122. 페로나 (01289)
123. 페루주 (01290)
124. 페렉스 (01291)
125. 페쥬쉬르손 (01295)
126. 피라주 (01296)
127. 피제 (01297)
128. 르플랑테 (01299)
129. 폴리아 (01301)
130. 퐁댕 (01304)
131. 퐁드보 (01305)
132. 퐁드벨 (01306)
133. 퓌이야 (01309)
134. 프리에 (01314)
135. 라마스 (01317)
136. 랑세 (01318)
137. 를르방 (01319)
138. 르플롱주 (01320)
139. 르보나 (01321)
140. 레리외 (01322)
141. 레수즈 (01323)
142. 리니외르프랑 (01325)
143. 로망 (01328)
144. 생탕드레드바제 (01332)
145. 생탕드레드코시 (01333)
146. 생탕드레뒤리아 (01334)
147. 생탕드레르부슈 (01335)
148. 생탕드레쉬르비외종 (01336)
149. 생베니뉴 (01337)
150. 생베르나르 (01339)
151. 생시르쉬르망통 (01343)
152. 생드니레부르 (01344)
153. 생디디에도시아 (01346)
154. 생디디에드포르망 (01347)
155. 생디디에쉬르샬라론 (01348)
156. 생트크루아 (01342)
157. 생트외페미 (01353)
158. 생텔루아 (01349)
159. 생트올리브 (01382)
160. 생테티엔뒤부아 (01350)
161. 생테티엔쉬르샬라론 (01351)
162. 생테티엔쉬르레수즈 (01352)
163. 생주니쉬르망통 (01355)
164. 생조르주쉬르르농 (01356)
165. 생제라맹쉬르르농 (01359)
166. 생장드니오 (01361)
167. 생장드튀리뇌 (01362)
168. 생장쉬르레수즈 (01364)
169. 생장쉬르벨 (01365)
170. 생쥘리앙쉬르레수즈 (01367)
171. 생쥘리앙쉬르벨 (01368)
172. 생쥐스트 (01369)
173. 생로랑쉬르손 (01370)
174. 생마르셀 (01371)
175. 생마르탱뒤몽 (01374)
176. 생마르탱르샤텔 (01375)
177. 생모리스드베노 (01376)
178. 생모리스드구르당 (01378)
179. 생니지에르부슈 (01380)
180. 생니지에르데제르 (01381)
181. 생폴드바라 (01383)
182. 생레미 (01385)
183. 생쉴피스 (01387)
184. 생트리비에드쿠르트 (01388)
185. 생트리비에쉬르무아냥 (01389)
186. 살라브르 (01391)
187. 상드랑 (01393)
188. 사비뇌 (01398)
189. 세르모예 (01402)
190. 세르바 (01405)
191. 세르비나 (01406)
192. 시망드르쉬르쉬랑 (01408)
193. 쉴리나 (01412)
194. 틸 (01418)
195. 투아세 (01420)
196. 투시아 (01422)
197. 투시외 (01423)
198. 트라모예 (01424)
199. 라트랑클리에르 (01425)
200. 트레부 (01427)
201. 발렝 (01428)
202. 발르베르몽 (01426)
203. 방뎅 (01429)
204. 바랑봉 (01430)
205. 베르종 (01432)
206. 베르누 (01433)
207. 베르세유 (01434)
208. 베스쿠르 (01437)
209. 베진 (01439)
210. 비야르레동브 (01443)
211. 빌모티에 (01445)
212. 빌뇌브 (01446)
213. 비예르베르쉬르 (01447)
214. 비예트쉬랭 (01449)
215. 비이외로브몰롱 (01450)
216. 비리아 (01451)
217. 보나 (01457)